# Carl von Baerensprung
Carl Sigismund Albrecht Baerensprung, seit 1790 von Baerensprung (* 25. Februar 1775 in Berlin; † 22. September 1842 in Frankfurt (Oder)) war ein preußischer Beamter.

## Leben

### Herkunft
Carl von Baerensprung war ein Sohn des preußischen Oberlandesforstmeisters und Chefs des Forstdepartements im Generaldirektorium Johann Georg Wilhelm von Baerensprung und dessen Ehefrau Juliane (1751–1833), Tochter des Kriegs- und Domänenrats Carl Heinrich Mauve (1720–1786). Sein Vater war am 14. Januar 1790 in den erblichen preußischen Adelsstand erhoben worden. Er hatte fünf Geschwister, darunter der spätere Oberbürgermeister von Berlin Friedrich von Bärensprung (1779–1841).

### Werdegang
Zur schulischen Ausbildung von Carl von Baerensprung liegen keine Hinweise vor. Er immatrikulierte sich am 17. Oktober 1793 an der Universität Erlangen zu einem Studium der Rechtswissenschaften und setzte das Studium am 27. Mai 1795 an der Universität Halle fort; er beendete das Studium als Kandidat der Rechte.
Nach einer Prüfung im September 1795 wurde er als Referendar bei der kurmärkischen Kriegs- und Domänenkammer angenommen und wechselte später in den Justizdienst. Seit dem 24. Juni 1797 war er Auskultator beim Berliner Stadtgericht, bevor er am 23. Mai 1799 beim Kammergericht tätig wurde. Nachdem er am 11. Mai 1799 die mündliche Prüfung erfolgreich bestanden hatte, wurde er mit Reskript vom 8. September 1799 dort als Referendar angenommen und absolvierte um 1803 das Große Examen.
Seit dem 14. Juni 1804 war er als Assessor cum voto illimitato (= mit Stimmberechtigung) bei der Regierung in Heiligenstadt (siehe Fürstentum Eichsfeld) und, nach einem Umzug der Regierung, in Erfurt; später wurde er Rat in Königsberg und nach 1810 war er Regierungsrat in Frankfurt (Oder).
Er starb als Geheimer Regierungsrat in Frankfurt (Oder).

### Familie
1810 heiratete er Caroline von Hermensdorff (1779–1869), die Tochter des Geheimen Oberjustizrats Emilius Scholtz (1735–1800). Aus der Ehe gingen drei Kinder hervor, darunter der Reichstagsabgeordnete Karl von Bärensprung (1811–1879).